# Хоффман, Ксения
Ксе́ния Хо́ффман (наст. имя — Ксе́ния И́горевна Бо́ндарева; род. 22 августа 1997, Москва) — российская ведущая и видеоблогер. С 2021 по 2022 год была ведущей ток-шоу о блогерах «Стенка». В период с 2019 по 2021 год была интервьюером на канале «Пушка». Помимо этого, с 2014 года ведёт личный канал на YouTube в жанрах юмор и лайфстайл.

## Ранние годы
Ксения Игоревна Бондарева родилась 22 августа 1997 года в Москве. Занималась различными видами спорта, в том числе фигурным катанием. По окончании школы поступила в Российский университет дружбы народов на факультет филологии. Отучилась там три года, после чего отчислилась.

## Карьера
18 марта 2014 года создала личный канал на YouTube. На решение Ксении повлиял её прежний друг и по совместительству видеоблогер Кирилл Черкасов. Основной тематикой канала стали развлекательные и разговорные видео.
В феврале 2019 года стала новой ведущей YouTube-канала «Пушка», специализирующегося на тематике интервью.
23 ноября 2019 года выпустила свой первый музыкальный сингл под названием «Я в грвно». В названии трека «грвно» является эрративом слова «говно», что уже перед прослушиванием трека даёт отчасти понять слушателю его смысл — песня повествует о жизни тусовщицы, которая выпивает настолько много алкоголя, что не может даже попасть по нужной букве на клавиатуре телефона, из-за чего вместо слова «говно» получается «грвно». Фраза «Я в говно» в разговорной речи обычно означает как раз то, что человек выпил очень много спиртного. Песня выполнена в жанре танцевальной музыки.
В июне 2020 года запустила на личном канале рубрику «Drunk Kitchen», в которой готовила еду с различными интернет-звёздами. Отличительной чертой шоу являлось то, что в процессе готовки Ксения и приглашённая звезда употребляют алкоголь. Интернет-издание SRSLY называет шоу «„Смаком“ на минималках». Однако почти сразу же проект был заброшен, а через некоторое время возрождён вновь. Прошлые выпуски шоу сама Ксения называет «нулевым сезоном», подразумевая, что они являлись лишь экспериментом.
В декабре 2020 года на канале «Пушка» Ксения выпустила расследование о домогательствах в TikTok-доме «Lemonade House». Выпуск вызвал широкий общественный резонанс в сети. После данных событий уполномоченный по правам ребёнка в Татарстане Ирина Волынец по мотивам расследования направила обращения в Следственный комитет и Прокуратуру России. Через некоторое время после данного инцидента «Lemonade House» объявил о своём закрытии.
В марте 2021 года покинула канал «Пушка». До прихода Ксении на канал количество его подписчиков составляло около десяти тысяч человек, тогда как после её ухода их количество насчитывало почти два миллиона. В мае того же года объявила о создании ток-шоу «Стенка», в рамках которого будет задавать гостям «самые острые вопросы, которые не осмеливаются озвучивать другие ведущие».

## Критика и оценки
В феврале 2021 года журнал Elle Girl высказал мнение, что поведение Ксении в роли ведущей не укладывается в рамки общепринятых норм морали. Сама же Ксения считает, что не выходит за рамки морали, однако уточняет, что позволяет себе быть субъективной и выражать своё мнение на интервью.
В марте 2021 года журнал «Сноб» сравнил Ксению Хоффман с интервьюером и ведущим шоу «вДудь» Юрием Дудём, назвав её «Дудём для 17-летних».
В октябре 2021 года после интервью с Ксенией тиктокер Даня Милохин высказал мнение, что она унижала его и задавала ему много провокационных вопросов во время интервью. Ксения отреагировала на заявления — по её словам, она просто выполняла поставленную задачу интервьюера. Она также сделала акцент на том, что Милохин после интервью говорил ей о том, что ему всё понравилось. На это Данила ответил, что действительно не имеет каких-либо претензий к Ксении.

## Участие в шоу
| Год  | Название                                  | Канал            | Формат             | И.       |
| ---- | ----------------------------------------- | ---------------- | ------------------ | -------- |
| 2019 | «Чат на вылет»                            | «Пинк шугар»     | Общение            | [ в 1 ]  |
| 2019 | «Фыр-фыр шоу пифпонг»                     | «Фыр-фыр шоу»    | Испытания          | [ в 2 ]  |
| 2020 | «Вечерний лайк»                           | «Музыка Первого» | Интервью, челлендж | [ в 3 ]  |
| 2020 | «Полный блэкаут»                          | «СТС»            | Испытания          | [ в 4 ]  |
| 2020 | «Arturo Show»                             | «Arturo»         | Интервью, челлендж | [ в 5 ]  |
| 2020 | «Ксюша Хоффман и Ваня выясняют отношения» | «Пинк шугар»     | Общение            | [ в 6 ]  |
| 2021 | «Петя любит выпить»                       | «Петя Плосков»   | Интервью, общение  | [ в 7 ]  |
| 2021 | «Пошазамим»                               | «Тинток»         | Викторина          | [ в 8 ]  |
| 2021 | «Вечерний лайк»                           | «Музыка Первого» | Интервью, челлендж | [ в 9 ]  |
| 2021 | «Бабские истории»                         | «Madam Kaka»     | Интервью, общение  | [ в 10 ] |
| 2021 | «ДаДа — НетНет»                           | «YesNoYes»       | Интервью, общение  | [ в 11 ] |
| 2021 | «ЦвеТочные мысли»                         | «Соня Кузьмина»  | Интервью, общение  | [ в 12 ] |
| 2021 | «ДаДа — НетНет»                           | «YesNoYes»       | Интервью, общение  | [ в 13 ] |
| 2021 | «Петя любит выпить»                       | «Петя Плосков»   | Интервью, общение  | [ в 14 ] |
| 2021 | «Детектор»                                | «HalBer»         | Интервью, челлендж | [ в 15 ] |
| 2021 | «Про тебя»                                | «Bubblegun»      | Интервью, челлендж | [ в 16 ] |

## Участие в фестивалях
| Год  | Название   | И.            |
| ---- | ---------- | ------------- |
| 2015 | «Видфест»  | [ 16 ] [ 17 ] |
| 2018 | VideoZhara | [ 18 ]        |
| 2018 | VK Fest    | [ 19 ] [ 20 ] |

## Дискография
Синглы
- 2019 — «Я в грвно»[др 1]

## Награды и номинации
| Год  | Премия                     | Номинация                            | Работа             | Результат | И.              |
| ---- | -------------------------- | ------------------------------------ | ------------------ | --------- | --------------- |
| 2021 | Like Influencer Awards     | «Лучший молодёжный канал на YouTube» | «Пушка»            | Победа    | [ 21 ] [ 22 ]   |
| 2021 | Glamour Influencers Awards | «#Glam_YouTube»                      | «Пушка»            | Номинация | [ 23 ] [ 24 ]   |
| 2021 | Instars-awards             | «Лучший женский блог»                | Личный блог Ксении | Номинация | [ 25 ] [ др 3 ] |
| 2021 | SRSLY                      | «Главные собутыльники ютьюба»        | «Drunk Kitchen»    | Победа    | [ 26 ] [ 27 ]   |